# Steve Bolton
Steve Bolton, znany także jako Boltz (ur. 8 listopada 1949 w Manchesterze) – brytyjski gitarzysta rockowy.

## Życiorys
Karierę muzyka rozpoczynał w latach 60. XX wieku. W 1971 dołączył do grupy Atomic Rooster, która była wtedy u szczytu sławy, biorąc udział w trasie koncertowej, promującej jej trzeci album „In Hearing of” oraz przebój „The Devil’s Answer” (4. miejsce na brytyjskiej liście przebojów). W 1972 nagrał z nią kolejną płytę „Made in England”. Wokalistą Atomic Rooster był wtedy legendarny Chris Farlowe. Pod koniec 1972 Steve Bolton opuścił Atomic Rooster, dołączając do formacji Headstone, byłego perkusisty Rare Bird, Marka Ashtona.
W latach 80. XX wieku był gitarzystą zespołu Paula Younga. Występował na większości ich albumów. Skomponował też jeden z jego przebojów „Ku Ku Kurama”.
W 1989 dołączył do grupy The Who jako gitarzysta solowy, wspomagał na koncertach z okazji 25-lecia zespołu Pete Townshenda, który z powodu problemów z szumami usznymi grał tylko akustyczne partie. Koncert rock opery „Tommy” w Los Angeles grany w ramach tej trasy z udziałem gości specjalnych: Eltona Johna, Billy Idola, Phila Collinsa, Patti LaBelle i Steve Winwooda był transmitowany przez telewizję, a później wydany na video.
Steve Bolton współpracował także jako muzyk sesyjny z wieloma artystami. Na tej długiej liście znajdują się m.in.: Bob Dylan, David Bowie, Ray Davies (The Kinks), Rick Wright (Pink Floyd) i Scott Walker.
W 2016 reaktywował grupę Atomic Rooster, wspólnie z jej byłym wokalistą Pete Frenchem. Oprócz tego występuje solo oraz z własnym zespołem Dead Man’s Corner.
W 2018 Steve Bolton pojawił się wraz z zespołem Atomic Rooster po raz pierwszy w Polsce na festiwalu Kielce Rockują.
We wrześniu 2019 odbył solową trasę koncertową, występując w Hard Rock Cafe we Wrocławiu, w Ośrodku Kultury Andaluzja w Piekarach Śl., w Muzycznym Młynie w Krapkowicach, w Sali pod Aniołem w Głubczycach oraz na sali dworca PKP w Kaliszu w ramach projektu „Kaliskie Koncerty Akustyczne”.

## Dyskografia
The Who
- Join Together (1990)
- Thirty Years of Maximum R&B [Disc 4, track 19] (1994)
- Greatest Hits Live [Disc 2, tracks 1–5] (2010)

Atomic Rooster
- Made in England (1972)
- BBC Radio 1 Live in Concert (1972) wydano (1993)
- In Satan’s Name: The Definitive Collection (1997)
- Masters From The Vaults (video koncert z belgijskiej TV 1972) (2002)
- Live At The BBC & Other Transmissions (2018)

Paul Young
- No Parlez (1983)
- The Secret of Association (1985)
- Between Two Fires (1986)
- Other Voices (1990)
- Come Back and Stay (single remix version)/Yours (single) (1983)
- Love of the Common People (Extended Club Mix) (maxi, single) (1983)
- Wherever I Lay My Hat (1983)
- I’m Gonna Tear Your Playhouse Down (maxi, single) (1984)

Rick Wright
- Broken China (1996)

Ray Davies
- Other People’s Lives (2006)

Headstone
- Bad Habits (1974)
- Headstone (1975)